# Sisymbrium austriacum subsp. contortum
Sisymbrium austriacum subsp. contortum é uma subespécie de planta com flor pertencente à família Brassicaceae. 
A autoridade científica da subespécie é (Cav.) Rouy & Foucaud, tendo sido publicada em The Flora of the Dutch West Indian Islands 2: 19. 1895.

## Portugal
Trata-se de uma subespécie presente no território português, nomeadamente em Portugal Continental.
Em termos de naturalidade é nativa da região atrás indicada.

## Protecção
Não se encontra protegida por legislação portuguesa ou da Comunidade Europeia.